# Vrpolje Bansko
Vrpolje Bansko is een plaats in de gemeente Dvor in de Kroatische provincie Sisak-Moslavina. De plaats telt 102 inwoners (2001).